# Burundi na Letnich Igrzyskach Olimpijskich 2004
Burundi na Letnich Igrzyskach Olimpijskich 2004 reprezentowało 7 zawodników, 5 mężczyzn i 2 kobiety.

## Skład kadry

### Lekkoatletyka
| Bieg na 800 m - Jean-Patrick Nduwimana 1. runda eliminacji (1:45.38) → SF Półfinał (1:46.15 s) → nie awansował dalej | - Arthémon Hatungimana 1. runda eliminacji (1:46.4) → nie awansował dalej |

Bieg na 5 000 m
- Francine Niyonizigiye

1. runda eliminacji (17:21.27) → nie awansowała dalej
| Maraton - Joachim Nshimirimana (2:19:31) → 32. miejsce | - Jean-Paul Gahimbaré → nie ukończył |

### Pływanie
| 100 m stylem dowolnym - Emery Nziyunvira Eliminacje (1:09.40) → nie awansował dalej | - Larissa Inangorore Eliminacje (1:23.90) → nie awansowała dalej |